# نيك فازيكاس
نيك فازيكاس (بالإنجليزية: Nick Fazekas)‏ مواليد 17 يونيو 1985 في أرفادا، هو لاعب كرة سلة أمريكي بدأ مسيرته الاحترافية في سنة 2007 حيث تم اختياره من قبل فريق دالاس مافيريكس خلال الدرافت ويحمل الرقم 22. يبلغ طوله 6 قدم 11 بوصة (2.1 م).

## فرق لعب لها
- دالاس مافيريكس
- لوس أنجلوس كليبرز
- أسفيل باسكت
- جاي دي أيه ديجون

## إحصائيات المسيرة

### الموسم الاعتيادي
| السنة   | الفريق            | لعب | بدأ | دقيقة | ميداني% | ثلاثية | حرة  | ارتداد | صنع | استلاب | تصدي | نقطة |
| ------- | ----------------- | --- | --- | ----- | ------- | ------ | ---- | ------ | --- | ------ | ---- | ---- |
| 2007–08 | دالاس مافيريكس    | 4   | 0   | 2.3   | .400    | .000   | .000 | .8     | .0  | .0     | .0   | 1.0  |
| 2007–08 | لوس أنجلوس كليبرز | 22  | 0   | 11.8  | .571    | .000   | .682 | 3.9    | .6  | .4     | .5   | 4.7  |
| المسيرة |                   | 26  | 0   | 10.3  | .561    | .000   | .682 | 3.4    | .4  | .3     | .4   | 4.1  |

## روابط خارجية
- نيك فازيكاس على موقع الاتحاد الدولي لكرة السلة (الإنجليزية)
- نيك فازيكاس على موقع إن بي أي (الإنجليزية)
- نيك فازيكاس على موقع دوري كرة السلة الياباني للمحترفين (اليابانية)
- نيك فازيكاس على موقع سبورتس رفرنس (الإنجليزية)
- نيك فازيكاس على موقع كرة السلة الأوروبية.كوم (الإنجليزية)
- نيك فازيكاس على موقع كلية كرة السلة في سبورتس رفرنس.كوم (الإنجليزية)
- نيك فازيكاس على موقع ريلجم (الإنجليزية)
- نيك فازيكاس على موقع بروبوليرز (الإنجليزية)
- نيك فازيكاس على موقع سبورتس رفرنس (الإنجليزية)
- نيك فازيكاس على موقع سبورتس رفرنس (الإنجليزية)